# Transport kolejowy w Pakistanie

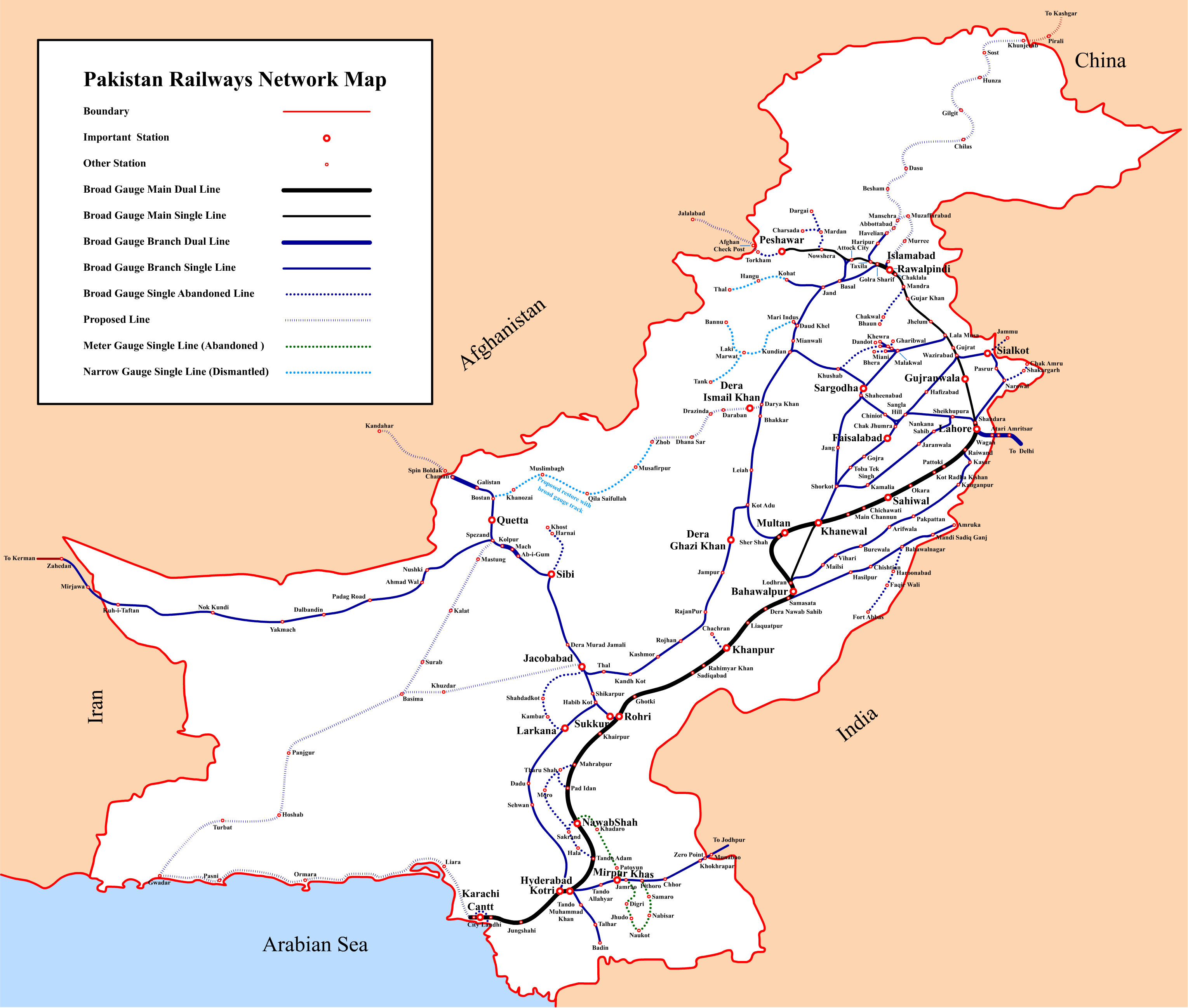
Mapa pakistańskiej sieci kolejowej

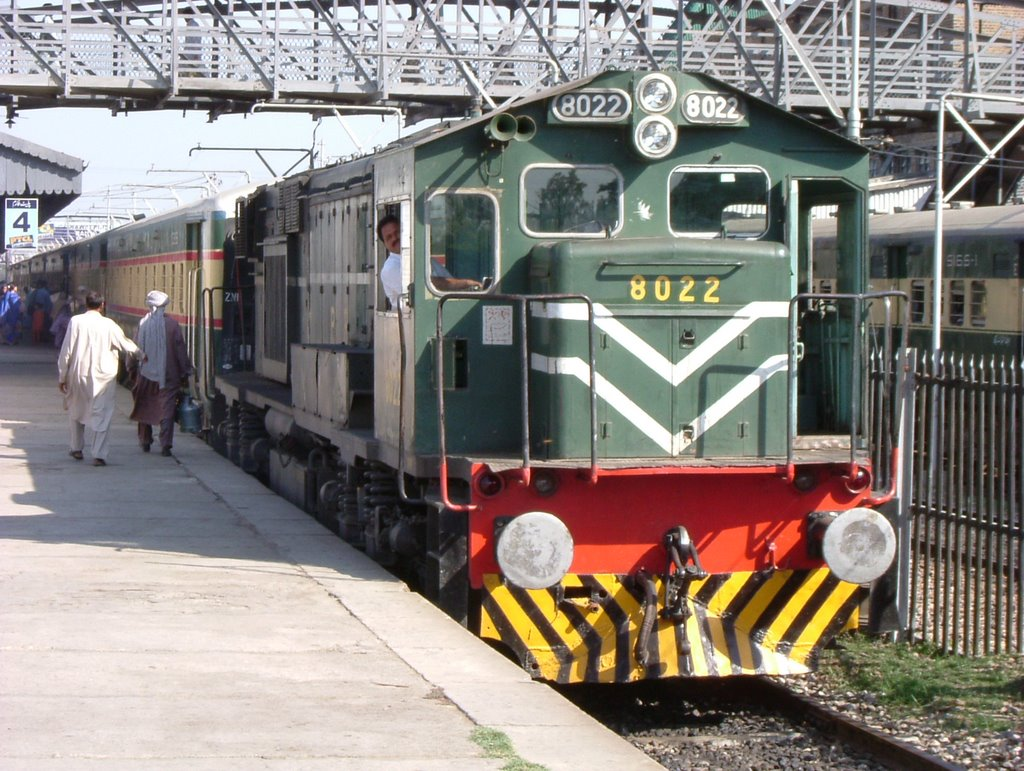
Pakistański pociąg pasażerski prowadzony lokomotywą serii HAU20

Transport kolejowy w Pakistanie – system transportu kolejowego działający na terenie Pakistanu.
W Pakistanie istnieje 11 881 km linii kolejowych, z czego 389 km ma metrowy rozstaw szyn (1000 mm), a 11 492 km ma szeroki indyjski rozstaw szyn 1676 mm. Państwowy przewoźnik to Pakistan Railways (پاکستان ریلویز).

## Infrastruktura
Główną linia kolejowa Pakistanu (ang. Main Line) łączy Karaczi, Multan, Lahore, Rawalpindi and Peszawar. Liczy ona 1685 km.
Większość linii jest jednotorowa. Dwa tory posiada główna magistrala kolejowa na odcinku Karaczi – Lahore.
Obecnie wszystkie linie są niezelektryfikowane. Do 2009 zelektryfikowana była główna linia na odcinku 286 km między Kanewalem a Lahore. Linie zdeelektryfikowano m.in. z powodu kradzieży sieci trakcyjnej.

## Historia
Pierwsza linia kolejowa w Pakistanie, która połączyła Karaczi z Kotri, została otwarta w 1861 roku.